# Регіональний ландшафтний парк «Бітак»
Ландшафтно-рекреаційний парк «Бітак» (крим. Bitaq landşaft-raatlıq parkı) — ландшафтний рекреаційний парк в Україні, розташований на території Сімферопольської міської ради Автономної Республіки Крим. Площа — 55 га. Землекористувач — Ленінська районна державна адміністрація. Є місцем відпочинку містян.

## Природа
Територія має цінність у геологічному і геоморфологічному аспектах. Тут знайдені виходи нумулітових вапняків еоценового періоду, конгломератів бітацької свити і підстилаючих їх порід. Чітко простежуються тектонічні особливості регіону: Сімферопольська антикліналь, Сімферопольський меланж, бітацький крайовий прогин та інші.
У межах Бітацького останця і його найближчих околицях зареєстровані 17 видів безхребетних і 10 видів хребетних тварин, занесених до Червоної книги України. Тут зростають 214 вищих судинних рослин. Особливу цінність являють 18 рідкісних видів рослин, також 9 видів ендеміків Криму та 9 видів занесені до Червоної книги України, 2 види — до Червоного списку Міжнародного Союзу Охорони Природи (МСОП), 3 види — до Європейського Червоного списку.

## Історія
Ландшафтно-рекреаційний парк був створений Постановою Верховної Ради Автономної Республіки Крим від 27.03.2013 № 1196-6/13
Після анексії Криму Росією був визнаний окупаційною владою ландшафтно-рекреаційним парком регіонального значення, згідно з Розпорядженням «Ради Міністрів Республіки Крим» від 5 лютого 2015 року № 69-р Про затвердження Переліку особливо охоронюваних природних територій регіонального значення Республіки Крим.
Розпорядженнями окупаційної влади визначено нових користувачів (так звані Міністерство екології та природних ресурсів Республіки Крим, Державний комітет з лісового і мисливського господарства Республіки Крим, Державна автономна установа Республіки Крим «Сімферопольське лісомисливське господарство»), затверджено нове положення та визначено зонування парку.

## Опис
Парк створений з метою збереження в природному стані типових і унікальних природних та історико-культурних комплексів і об'єктів, а також забезпечення умов для ефективного розвитку туризму, організованого відпочинку та рекреаційної інфраструктури в природних умовах із додержанням режиму охорони заповідних природних комплексів та об'єктів, сприяння екологічній освіті і вихованню населення.
Парк має функціональне зонування: заповідна (13,9 га), регульованої рекреації (35,6 га), стаціонарної рекреації (5,5 га) зони, господарської зони немає.
Розташований на території Київського району Сімферопольської міської ради: на правому березі Салгиру на території Сімферопольського лісопаркового господарства (квартали 13, 14) — між вулицями 51-ї Армії та Осипенка, що безпосередньо на захід від автодороги E105 (об'їзної дороги — між ялтинським і феодосійським напрямками) і на північ від Сімферопольського водосховища. В межах парку розташовані телевежа ТРК «ЖиСа». Південніше примикає однойменний мікрорайон (на місці включеного до складу міста села Пригородне), північніше — Сонячна долина, західніше — Нове місто.
Найближчий населений пункт — місто Сімферополь.